# Oskari Tokoi
Antti Oskari Tokoi (1873-1963) est un homme politique, membre du Parti social-démocrate de Finlande (SDP). Durant la révolution de 1918, il est une figure prééminente du gouvernement.

## Biographie
En 1913 Oskari Tokoi est élu président du parlement et en 1917 président du Sénat de Finlande en 1917.
En 1918, un traité entre les gouvernements socialistes de République socialiste fédérative soviétique de Russie et celui de Finlande est signé à Saint-Pétersbourg. Les représentants pour les gouvernements sont Lénine et Staline pour la R.S.F.S.R. et de l'autre part Édouard Gylling ainsi qu'Oskari Tokoi,.
Pendant la Guerre civile finlandaise Antti Tokoi siège avec les Rouges en étant au comité comme commissaire chargé de l'approvisionnement.
La guerre finie, avec la victoire des Blancs, craignant son arrestation il se rend en Russie. Entre 1919 et 1920, Antti Tokoi est conseiller pour la Légion de Mourmansk qui est sous la tutelle des Gardes blancs (Finlande) et se dressent contre les Bolchéviks. Il va ensuite voyager, n'osant retourner en Finlande, en Angleterre, au Canada, puis finalement aux États-Unis
En 1944, l’Eduskunta, le parlement de Finlande vote la Loi Tokoi qui exonère de poursuite les parties prenantes de la guerre civile finlandaise.

## Activités
M. Tokoi a été : 
- journaliste au Raivaaja (le Pionnier) ;
- élu au Eduskunta (parlement)de 1907 à 1918 ;
- président du Eduskunta en 1913 ;
- président du Sénat de Finlande en 1917.

## Ouvrages écrits par Oskari Tokoi
- Piirteitä maatalouskysymyksestämme. Osuuskunta Kehitys, 1911.
- Kertomus työväen ammatillisten järjestöjen asettaman työttömyyskeskuskomitean toiminnasta syysk. 6 p:stä 1914 heinäkuun 1 p:ään 1915 ja työttömyystilasto. Suomen ammattijärjestö, 1915
- Torpparien asia ratkaisun edessä: Sos.-dem. puolueen maatalouskomitean toimenannosta. Suomen sos.-dem. Puolueen vaalikirjasia, n:o 1. 1916.
- Torparenas sak inför sin slutliga lösning. Soc.-dem. Partiets valbroschyr, 1. Social-demokratiska partiet, 1916.
- Maanpakolaisen muistelmia. Isänsä muistiinpanojen perusteella kirjoittanut Irene Tokoi. Tammi, 1947. (2. p. 1959.)
- Who's who among Finnish-Americans: A biographical directory of persons of Finnish descent who have made noteworthy contributions to the pattern of American life. Planning committee: Oskari Tokoi, John Suominen, Henry Askeli. Fitchburg, Mass.: Raivaaja Publishing Company, 1949
- Amerikan suomalaisia. Tammi 1949.
- Lapsuuteni muistoja I−II. Keski-Pohjanmaan maakuntaliitto, 1953, 1955.
- Oskari Tokoi: Muistojulkaisu. Oskari Tokoin muistomerkkitoimikunta, 1973.

## Hommages
- Un quai d'Helsinki le Tokoinranta,
- un mémorial au centre finlandais de Fitchburg (Massachusetts) dans le parc Saima,
- une sculpture de Wäinö Aaltonen au siège du Parti social-démocrate de Finlande à Helsinki,
- pour le centenaire de sa naissance, la ville de Kannus a érigé un mémorial en son nom.